# Васюкова, Екатерина Алексеевна
Екатерина Алексеевна Васюкова (1905—1986) — советский эндокринолог, доктор медицинских наук, профессор; организатор здравоохранения, заслуженный деятель науки РСФСР.

## Биография
Родилась 28 ноября 1905 года[по какому календарю?] в селе Вертуновка Сердобского уезда Саратовской губернии (ныне — Бековский район Пензенской области). Член КПСС.
Училась на медицинском факультете 2-го МГУ, после преобразования которого окончила в 1930 году уже Второй Московский государственный медицинский университет. С 1930 по 1932 год проходила обучение в клинической ординатуре в Городской клинической больницы № 1. С 1932 года работала в Институте экспериментальной эндокринологии Наркомздрава РСФСР вначале научным сотрудником, заведующей терапевтическим отделением, заместителем директора по научной работе, а с 1952 по 1962 год — директором этого института.
Участвовала в Великой Отечественной войне — майор медицинской службы запаса; была награждена медалью «За оборону Москвы». В 1945 году защитила докторскую диссертацию, которая была посвящена гипофизарным заболеваниям и особенностям их течения.
С мая 1965 года по 1981 год руководила кафедрой эндокринологии Центрального института усовершенствования врачей Минздрава СССР (ныне РМАПО), где создала новую школу подготовки врачей в системе последипломного профессионального образования. С 1952 по 1970 год была главным редактором газеты «Медицинский работник»; с 1960 года — консультантом 4-го Главного управления при Минздраве СССР.
Е. А. Васюковой принадлежит более 200 научных работ, в том числе 14 монографий, сборников и руководств по эндокринологии. Под её руководством было защищено 16 докторских и 63 кандидатские диссертации.
Была награждена орденами  Ленина, Октябрьской Революции, Дружбы народов, двумя орденами Трудового Красного Знамени.
Умерла в 1986 году.

## Научная деятельность
Основными направлениями научной деятельности были методы методы диагностики и лечения сахарного диабета, болезни Иценко-Кушинга, заболеваний щитовидной железы, аномалий полового развития. Под её руководством впервые в СССР были детально разработаны вопросы взаимовлияния гормонов при гипоталамо-гипофизарных заболеваниях, в частности при болезни Иценко-Кушинга и акромегалии. Исследования показали, что секреция тропных гормонов гипофиза регулируется рилизинг-факторами, синтезирующимися определёнными участками гипоталамуса. Важным открытием оказалось то, что этиология многих эндокринных синдромов, ранее приписывавшихся к патологии гипофиза, была впервые рассмотрена как функциональное нарушение на уровне гипоталамических ядер и генез заболеваний определён как гипоталамо-гипофизарный.